# Verwölbung
Verwölbung bezeichnet die Verformung von Querschnitten in Richtung der Stabachse bei der Torsion von Stäben. Ursache sind die Wölbspannungen, die durch die Wölbkrafttorsion entstehen. Anders als bei der Saint-Venant’schen Torsion bleibt die Querschnittsgestalt senkrecht zur Längsachse nicht erhalten. Insbesondere liegen die Eckpunkte des verformten Profils nicht mehr in einer Ebene.

Verwölbung des I-Profils unter einem Torsionsmoment.
Im unbelasteten Profil links liegen die orangefarbenen Endpunkte alle in der Ebene, die durch das orange Rechteck aufgespannt wird.
Das Profil rechts wird durch das Torsionsmoment an seinem vorderen Ende entgegen dem Uhrzeigersinn und an seinem hinteren Ende im Uhrzeigersinn verdreht. Durch die Verwindung des Profils bewegen sich die vier äußeren Eckpunkte von ihrer ursprünglichen Lage auf der hellgrauen Linie an eine neue Position, die nicht mehr in der ursprünglichen Ebene liegt.
Hinweis: Entgegen dem optischen Eindruck stehen rechts die Flächen des Ober- und Untergurts des I-Profils nicht in einem Winkel zueinander. Lediglich die Eckpunkte verschieben sich. In der Realität würden Ober-, Untergurt und Steg bei Verwindung des Profils in eine spiralförmige Form gezwungen, was hier jedoch nicht dargestellt ist.

Bis auf bestimmte wölbfreie Querschnitte verwölben sich alle Querschnittsformen bei Torsion.

## Wölbfreie Querschnitte
Bei wölbfreien Querschnitten geht man von nur einer Verdrehung der Querschnitte aus. Zu den wölbfreien Querschnitten zählen:
- Kreis- und Kreisringquerschnitte
- geschlossene Polygonquerschnitte mit konstanter Wanddicke, deren Wand-Mittellinien Kreistangenten bilden. Dazu zählen auch alle regelmäßigen Vielecke wie Quadrat und gleichseitiges Dreieck und als Sonderform der Kreis.
- geschlossene Polygonquerschnitte mit seitenweise konstanter Wanddicke. Das ist z. B. ein Rechteck mit zwei kurzen dünnwandigen und zwei langen dickwandigen Seiten. Allgemein müssen für ein {\displaystyle m}-Eck die folgenden {\displaystyle m-1} Bedingungen erfüllt werden: {\displaystyle r_{1}t_{1}=r_{2}t_{2}=\cdots =r_{m}t_{m}}, wobei mit {\displaystyle t_{i}} die Wanddicke und mit {\displaystyle r_{i}} der Abstand zur Drehachse bezeichnet werden.
- offene dünnwandige Profile mit Querschnitten, die aus massiven Rechtecken zusammengesetzt sind und deren Wand-Mittellinien sich alle in einem Punkt schneiden. Die einzelnen Wanddicken können hier unterschiedlich sein. Das sind z. B. X-, T- und L-Profile. Die 2 schmalen Rechtecke, aus denen z. B. ein L-Profil aufgebaut ist, spannen eine Ebene auf und verschieben den Querschnitt im Fall einer Torsion nicht in eine dritte Dimension.[1]